# Crudia balachandrae
Espèce
Statut de conservation UICN

 VU D2 : Vulnérable
Crudia balachandrae est une espèce de plantes à fleurs de la famille des Fabaceae.

## Publication originale
- Kew Bulletin 49: 565. 1994.